# Boanghen
Boanghen este un termen peiorativ folosit pentru denumirea unei persoane de naționalitate maghiară. Etimologia cuvântului este incertă.
Acest termen este folosit în literatura română cu referire la maghiari în opere literare cum ar fi schița „Lună de miere” 
de Ion Luca Caragiale (publicată în numărul din 10 iunie 1901 al revistei Moftul român). În schița lui Caragiale, naratorul merge cu un tren de la Brașov la Budapesta într-un compartiment cu „însurăței” care se prefac că nu se cunosc, iar pentru a nu-i stânjeni el se preface că nu înțelege românește și este tratat de „boanghen”.